# Crematisti
I crematisti erano giudici nell'antico Egitto tolemaico. Inizialmente, questi giudici erano itineranti in quanto viaggiavano per il territorio per risolvere le controversie, ma successivamente divennero stabili nei distretti in cui l'Egitto era suddiviso. Erano responsabili dell'amministrazione della giustizia a livello locale, soprattutto nelle questioni penali e fiscali, agendo sotto l'autorità del re.